# 马丁·班格曼
马丁·班格曼（德語：Martin Andreas Bangemann，1934年11月15日—2022年6月28日），德國政治家，黨籍為德国自由民主党。他於1984年至1988年擔任聯邦德國經濟部長，1989年至1999年擔任歐盟委員會委員，1985年至1988年為德国自由民主党的联邦主席。